# Haarlemmermeerse Actieve Politiek
De Haarlemmermeerse Actieve Politiek (HAP) is een lokale politieke partij in de gemeente Haarlemmermeer.
HAP is in 1986 ontstaan als afsplitsing van de PvdA Haarlemmermeer. De naam stond oorspronkelijk voor Haarlemmermeerse Arbeiders Partij. Sinds dat jaar is HAP onafgebroken vertegenwoordigd geweest in de gemeenteraad van Haarlemmermeer. In 2002 werd de partij, onder de naam Leefbaar Haarlemmermeer [HAP], met 11 zetels de grootste partij bij de gemeenteraadsverkiezingen en zat in de jaren erna met 2 wethouders in het college, waarbij in 2005 wethouder Marjolein Steffens een motie van wantrouwen kreeg en moest opstappen. Bij de gemeenteraadsverkiezingen van 2006 zakte de partij terug naar 4 zetels. Dat aantal behielden ze ook bij de verkiezingen van 2010. Bij de gemeenteraadsverkiezingen van 2014 kreeg HAP 6 zetels en leverde twee wethouders in het nieuwe college waarbij Steffens terug kwam als wethouder.
Bij de herindelingsverkiezingen van 21 november 2018 in Haarlemmermeer steeg de HAP naar zeven zetels, waarbij ze samen met de lokale VVD de grootste partij werden in de gemeenteraad. De VVD had 278 stemmen meer. Wethouders Reinders en Steffens bleven aan totdat Reinders in februari 2020 benoemd werd tot burgemeester van de gemeente Stichtse Vecht. Zijn opvolger werd toenmalig fractievoorzitter Johan Rip en de nieuwe fractievoorzitter Sophie van de Meeberg. Op 26 augustus van datzelfde jaar werd zij uit de partij gezet na een intern meningsverschil. Zij nam haar zetel mee waardoor HAP met zes zetels in de raad achterbleef.
In 2022 verloor de HAP een zetel bij de verkiezingen en kwam uit op zes zetels. De partij leverde wederom twee wethouders in het college. Steffens-van de Water werd weer benoemd tot wethouder. Wethouder Johan Rip werd niet door zijn fractie opnieuw voorgedragen en vervangen in het college door Charif el Idrissi. Rip is per september 2022 fractievoorzitter. 